# 鄭思紀
鄭思紀（1464年—？年），字宗禮，四川嘉定州犍為縣人，竈籍，明朝政治人物。

## 生平
四川鄉試第五名舉人。弘治九年（1496年）中式丙辰科三甲第一百八十二名進士。

## 家族
曾祖鄭必隆；祖父鄭海；父鄭榮祿，前母萬氏；吳氏。